# Франсуа, Клод (художник)
Клод Франсуа́, также известный как брат Люк (фр. Claude François, frère Luc; 1614, Амьен — 17 мая 1685, Париж) — французский живописец, монах-францисканец.
Первые навыки живописи и рисунка получил самостоятельно в Амьене. Вероятно, с 1630 года учился живописи в Париже у королевского живописца Симона Вуэ. Затем уехал в Италию, работал в Риме. После возвращения в Париж, несмотря на успех в качестве живописца, в 1644 году, в возрасте тридцати лет принял монашество в монастыре «младших братьев» францисканцев Реколле (Сouvent des Récollets) в предместье Сен-Мартен (согласно легенде художник принял монашество в благодарность за спасение от смерти в раннем возрасте). Затем он отправился в монастырь Реколле в Шалон-ан-Шампань (Récollets à Châlons-en-Champagne) на реке Марна. Позднее уехал в Квебек (Канада).
Вернувшись во Францию в конце 1671 года, Клод Франсуа участвовал в оформлении интерьеров Луврского дворца в Париже. Несколько лет Клод Франсуа жил в Госпитале монастыря. Отдельные части живописного алтаря, который он создал для капеллы монастыря Реколле в Шалон-ан-Шампань (Марна), ныне хранятся в Музее изящных искусств и археологии в Шалон-ан-Шампань и в Соборной церкви Нотр-Дам-ан-Во (Collégiale Notre-Dame-en-Vaux). Его последняя известная картина — «Мадонна Розария» — написана в 1680 году для капеллы Сальпетриер (Hôpital Universitaire la Pitié-Salpêtrière Salpêtrière) (Университетской больницы Сорбонны в Париже).
В числе известных учеников Клода Франсуа: живописцы Клод Симполь и Арну де Вуэз, а также теоретик искусства Роже де Пиль.